# 猶太祭司
猶大祭司（英語：Judas Priest）是英國重金屬樂團，1969年成立於伯明罕，截至2016年已發行17張專輯，全球銷售量約4500萬張。1970年代後期，樂團在音樂上有極具影響力的創新和開拓。1980年發行代表作《不列顛鋼片》，開始獲得商業成功，並取得重金屬音樂性的突破。
除獲得葛萊美獎「最佳金屬演出」，也獲得MTV評選為「史上偉大金屬樂團」第二名，並入選VH1頻道「搖滾榮耀」、「40首偉大金屬歌曲」〈打破法律〉和「史上經典硬式搖滾歌曲」〈你料不到〉。
音樂特色為主唱羅柏·哈爾福德高亢的歌劇式唱腔、破壞力極強的雙吉他。他們將皮衣皮褲、鉚釘、哈雷機車和其他禁忌物品作為表演的一部分，引起後來大量的金屬樂團效仿。猶大祭司在重金屬樂團中擁有極高的知名度、地位、典範和影響力。他們統一了金屬樂音調，被視為僅次黑色安息日之後的重金屬始祖之一，也使主唱羅柏·哈爾福德贏得「金屬之神」的稱號。

## 歷史

### 組建與早期（1969 - 1974年）
1969年，猶大祭司最初成立於西米德蘭城市區，當時第一批陣容為：亞倫·阿特金斯（主唱）、約翰·佩里（吉他手）、布魯諾·史提芬希爾（貝斯手）與約翰·帕特里奇（鼓手）。樂團的名字是布魯諾取的，源自巴布·狄倫的歌曲〈弗蘭基李和和猶大祭司的歌謠〉。成員也都是在布魯諾的住家排練。然而組團後不久，成員約翰·佩里就突然逝世，吉他的位置便由厄尼·查塔威取代。同年的11月25日，樂團在沃爾索爾的喬治酒店進行第一次公開演出。1969年12月和1970年1月，到蘇格蘭進行第一次巡演。1970年4月20日，在坎諾克的青年中心演出後，成員解散，猶大祭司的名字和擁有權歸於亞倫。
之後在黑郡，亞倫認識了一支名為「貨物」的樂團，成員包括吉他手K·K·唐寧、貝斯手伊恩·希爾與鼓手約翰·艾利斯。唐寧與希爾都是從小生活在西布羅米奇的孩子，他們十幾歲就已成為好友，也喜歡一樣的音樂，如黑色安息日、齊柏林飛船、深紫、吉米·罕醉克斯、何許人、鮮奶油與雛鳥，並一起學著彈奏樂器。1970年10月，「貨物」結束活動，三名成員在伯明罕加入了亞倫的猶大祭司。樂團在亞倫的繼母家排練。1971年3月，猶大祭司重新出發，在埃辛頓的聖約翰大廳進行了首演。
隨著唐寧逐漸成為領導者，樂團捨棄了藍調元素，專注在硬式搖滾上。鼓手約翰很快的離團，伯明罕區的樂手艾倫·摩爾與克里斯·坎貝爾都曾短暫的遞補。他們負責過一些知名樂團的暖場，如虎皮鸚鵡、瘦李奇和飛人，也吸引了黑色安息日吉他手東尼·艾歐密的注意。1973年5月，樂團面臨財務困難，有家庭壓力的主唱亞倫與鼓手克里斯都決定離團。當時，伊恩·希爾正與一位女孩交往，她推薦弟弟羅柏·哈爾福德接任主唱。羅柏加入後，也帶來他以前的樂團成員約翰·辛區接任鼓手。以這個陣容，樂團在英國展開了巡演。

### 專輯《搖滾蘿拉》（1974 - 1975年）
1974年4月，在樂團進錄音室錄製第一張專輯前，他們的唱片公司海鷗唱片建議再增加一個樂手。由於唐寧不願納入鍵盤，他選擇前飛帽樂團的葛倫·蒂普頓加入擔任吉他手。為了因應改成雙吉他編制的新陣容，葛倫也立刻加入了創作行列。1974年8月，樂團先發行了首張單曲〈搖滾蘿拉〉。
在錄製過程中，所有的成員是同時演奏收音的，並非個別錄下音軌再混音。但因技術問題導致錄音品質不佳，曾做過黑色安息日前三張專輯的製作人羅傑·貝恩則要求樂團，先不要收錄一些現場觀眾喜愛的歌曲，如〈威士忌女人〉、〈暴君〉、〈種族滅絕〉和〈開膛手〉。也把十分鐘長的曲子〈魚子醬和冰毒〉剪到剩兩分鐘。
1974年9月6日，猶大祭司發行首張專輯《搖滾蘿拉》。為宣傳新專輯，樂團首次展開國際巡迴，他們到了德國、荷蘭、挪威和丹麥演出。但這張專輯最終的銷量十分慘淡，總計賣不到一萬張，樂團再度面臨財務困難，導致鼓手約翰·辛區離團，前成員艾倫·摩爾回歸接任。他們試著與海鷗唱片確保月薪五十英鎊的協議，但唱片公司的一些要求，最後還是讓他們拒絕了。1976年後，除了〈貪心〉，《搖滾蘿拉》內的收錄曲都沒有在現場表演過，直到2011年的巡迴才在現場演唱。在2011年的回顧性研究，美國音樂資料庫Allmusic表示「雖然這張粗略的處女作不受關注，但猶大祭司已經展現了潛力和獨特原創性」。

### 專輯《命運之翼》（1975 - 1977年）
1975年底，樂團展開下一張專輯的錄製，但著重在製作人身上。海鷗唱片只給他們兩千英鎊的錄音預算，成員們限制自己一天只吃一餐，並兼差打工：葛倫去做園丁、唐寧在工廠當工人、伊恩去當貨車司機。
1976年3月23日，發行第二張專輯《命運之翼》，這張專輯有許多舊創作，包括上一張被剃除的曲目。專輯的第一曲〈變遷的受害者〉嘗試了迷幻元素，它取材自亞倫創作的〈威士忌女人〉和羅柏創作的〈紅燈女〉。專輯中，樂團增強了沉重複雜的吉他即興重覆段、古典色彩的雙吉他演奏、更情緒化和高音調的唱腔，使得聲音更有重金屬味。主唱羅柏在發行後開玩笑說：「當初有買《搖滾蘿拉》的人，應該把它燒了」。
很快的，樂團登上雷丁里茲音樂節，展現強勁的表演風格，並深受好評。但這張專輯發行時，碰上龐克搖滾在英國的強勢崛起，銷售量仍舊疲軟，鼓手艾倫·摩爾再次離團。因不滿海鷗唱片的消極態度，樂團提前解除合作關係，在新經紀人大衛·漢明斯的幫助下，轉與關注《命運之翼》的哥倫比亞/CBS唱片簽約，並獲得六萬英鎊的錄音預算。不過，這也導致前兩張專輯、試聽帶和所有相關的演出影像版權，都落入海鷗唱片手中。藉此，猶大祭司也拋棄所有前衛搖滾的元素，筆直走向硬式搖滾的改良與深化。
在1997年的回顧性研究中，加拿大重金屬雜誌《豪言與血拳》資深編輯馬丁·帕夫表示：「《命運之翼》不但確立了猶大祭司的音樂和圖像風格，其靈巧的演奏技術、歌劇式唱腔和黑暗主題，全都定義了往後的重金屬曲風。如鐵娘子、超級殺手、金屬製品、麥加帝斯和范海倫全都受到它的影響」。

### 逐漸成名（1977 - 1979年）
1976年，西門·菲利浦擔任鼓手。1977年1月展開新專輯錄製，深紫樂團的貝斯手羅傑·格洛弗擔任製作人，音訊工程師為馬克·道森。4月8日，發行第三張專輯《罪後罪》，這張曲風進化的新作品在美國就賣破50萬張，獲頒美國唱片業協會金唱片認證。在英國專輯排行榜也登上第23名，樂團的知名度被廣泛普及，並登上了電台輪播。但鼓手西門·菲利浦拒絕成為正式成員，於是羅傑·格洛弗推薦萊斯·賓克斯加入。
1978年2月10日，發行第四張專輯《玷汙的階層》，五名成員都有歌曲創作，新鼓手萊斯展現了強大的鼓技和豐富才華。此時期開始，唐寧轉為節奏吉他，主奏吉他由葛倫擔任。葛倫逐漸主宰樂團的詞曲創作與表演，他開始加入點弦，而唐寧的影響力則開始減弱。10月9日，發行第五張專輯《殺戮機器》，因命名爭議，在美國改稱《末路狂飆》。同時展開末路狂飆巡迴，並將日本的其中兩場演出發行為首張現場專輯《在東方解放》，獲頒白金唱片認證。
雖然猶大祭司的專輯通常都有類似黑色安息日、齊柏林飛船和深紫樂團的痕跡，但《殺戮機器》已開始不同以往，它的重金屬聲更加純粹，不變的是黑暗主題。自《殺戮機器》發行起，他們便創造出強烈的舞台表演風格，首先將重機騎士的打扮變化成重金屬音樂的標準形象。他們開始穿戴皮衣皮褲、鉚釘、鐵鏈等具有性虐戀風格的服飾作為表演的一部分，這種風格也是猶大祭司最鮮明的形象。尤其是主唱羅柏，他經常在舞台上戴雷朋太陽眼鏡、穿鉚釘皮背心、騎乘哈雷機車進行演唱。成為重金屬時尚的先鋒，許多樂團前仆後繼的模仿他們。

### 取得商業成功，開啟重金屬狂潮（1979 - 1991年）

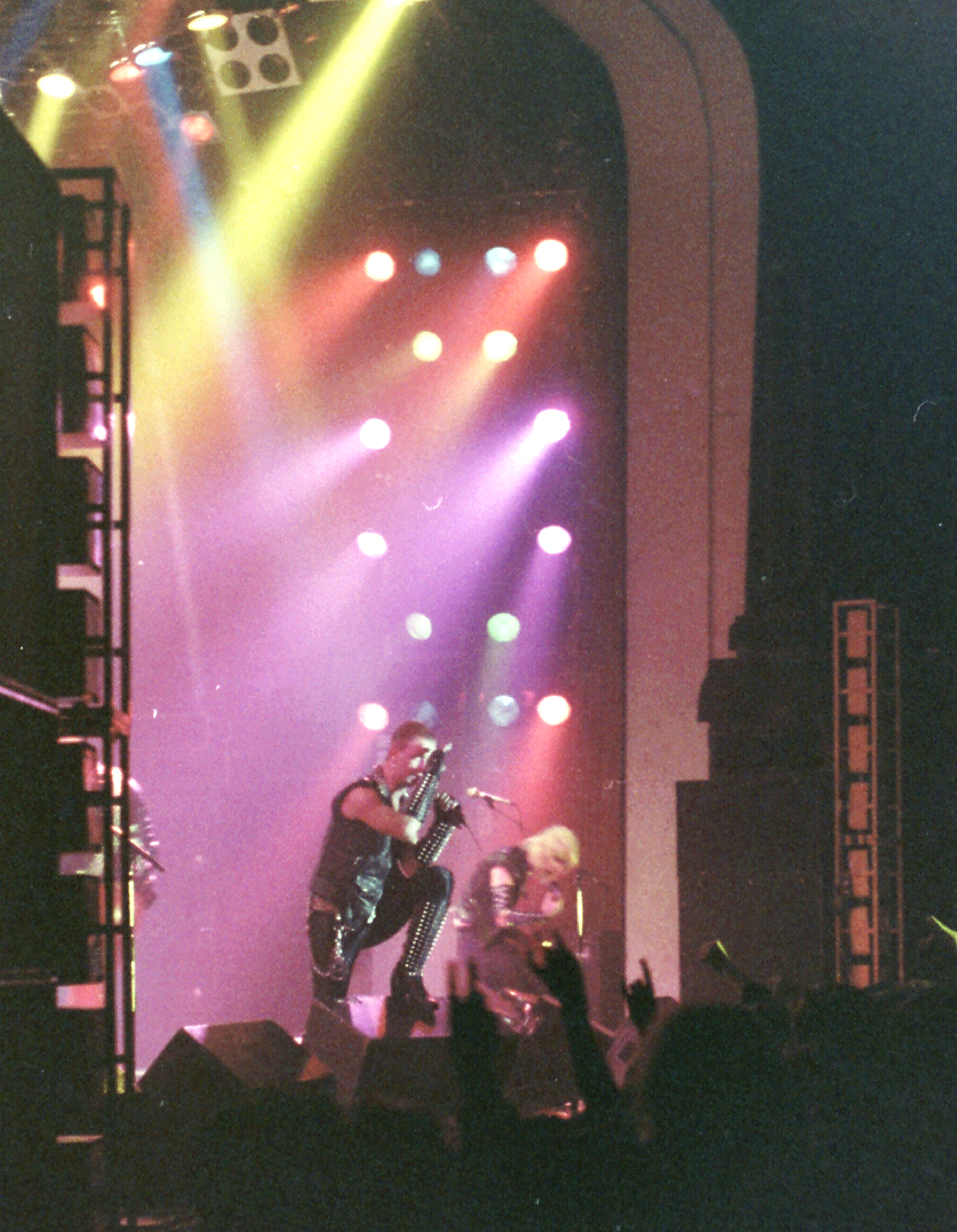
1981年世界巡迴中的猶大祭司

自《殺戮機器》與《在東方解放》發行後，樂團的錄音與混音品質逐漸精進。他們的演奏風格也逐漸加重，例如〈激勵〉和〈鑽石與鐵鏽〉的現場演奏往往比錄音室版本更重、更快。1979年底，因樂團想尋求更蠱戮的樂風、減少爵士風格，導致鼓手萊斯不滿而退出，於是鼓手換成了戴夫·霍蘭德。這個陣容將會發行六張錄音室專輯、一張現場專輯，並達到不同程度的里程碑和商業上的成功。

第六張專輯《不列顛鋼片》

1980年3月，展開不列顛鋼片巡迴，共計演出了75個場次。4月14日，發行第六張專輯《不列顛鋼片》成為樂團最具突破性的代表作，它登上英國專輯排行榜第4名，銷售量首次突破一百萬張，獲頒白金唱片認證。並獲得AllMusic與About.com的五顆星滿分評價。專輯中再度強化速度、侵略性與旋律感，將重金屬音樂打入主流市場，開啟金屬樂團的時代。收錄曲如〈聯盟〉、〈打破法律〉和〈夜生活〉在英美電台中頻繁播放。炭疽吉他手伊恩·斯科特在自傳《我這個人：就是炭疽那傢伙的故事》中表示：「這是一張真正定義重金屬的專輯」。
在不列顛鋼片世界巡迴結束之後，樂團終於獲得足夠的資金，飛到西班牙擁有先進設備的伊維薩錄音室錄音室展開工作。1981年2月13日，展開全球閃擊戰巡迴，共計演出了76個場次。2月26日，發行第七張專輯《切入點》，在全新風格上做出更響、更亮，也更有張力的作品。如〈踏上旅程〉和〈日光天使〉。同樣取得好成績，獲得金唱片認證。
1982年7月17日，發行第八張專輯《尖叫復仇》，使樂團的名聲地位更上層樓，征服了北美唱片市場。它在全球賣破五百萬張，獲頒2×白金唱片認證。進一步確立樂團在音樂史上的地位，成為最有影響力的重金屬樂團之一。8月，他們也占據美國各大電台的熱播排行榜，如〈你料不到〉、〈電眼〉和〈乘風遠去〉。
80年代中期，猶大祭司繼續成功之路。1983年，發行單曲〈風火輪〉，受到各大搖滾電台的熱播。1984年1月4日，展開金屬征服者世界巡迴，發行第九張專輯《信仰捍衛者》，持續樂團的百萬銷售紀錄。一些批評者認為，這張專輯曲風沒有什麼變化，簡直是《尖叫復仇第二章》。
1985年7月13日，樂團至美國費城參與了拯救生命大型演唱會，與黑色安息日、齊柏林飛船同台。
1986年4月14日，發行第十張專輯《渦輪》，他們首次使用吉他合成器，兩位吉他手也開始應用掃弦技術。銷量依舊獲得金唱片認證。主唱羅柏稱這是猶大祭司最愛恨交加的專輯：「有些人喜歡我們透過技術實驗出不同的聲音，有些人卻不贊同它改變了樂團傳統，覺得這樣做很主流」。同時，樂團展開了規模更大的生命之源世界巡迴，共計演出了99個場次。1986年5月31日，紀錄片《重金屬停車場》拍攝了樂團在美國的演唱會情形。
1987年6月21日，發行第二張現場專輯《祭司...現場！》，獲金唱片認證。

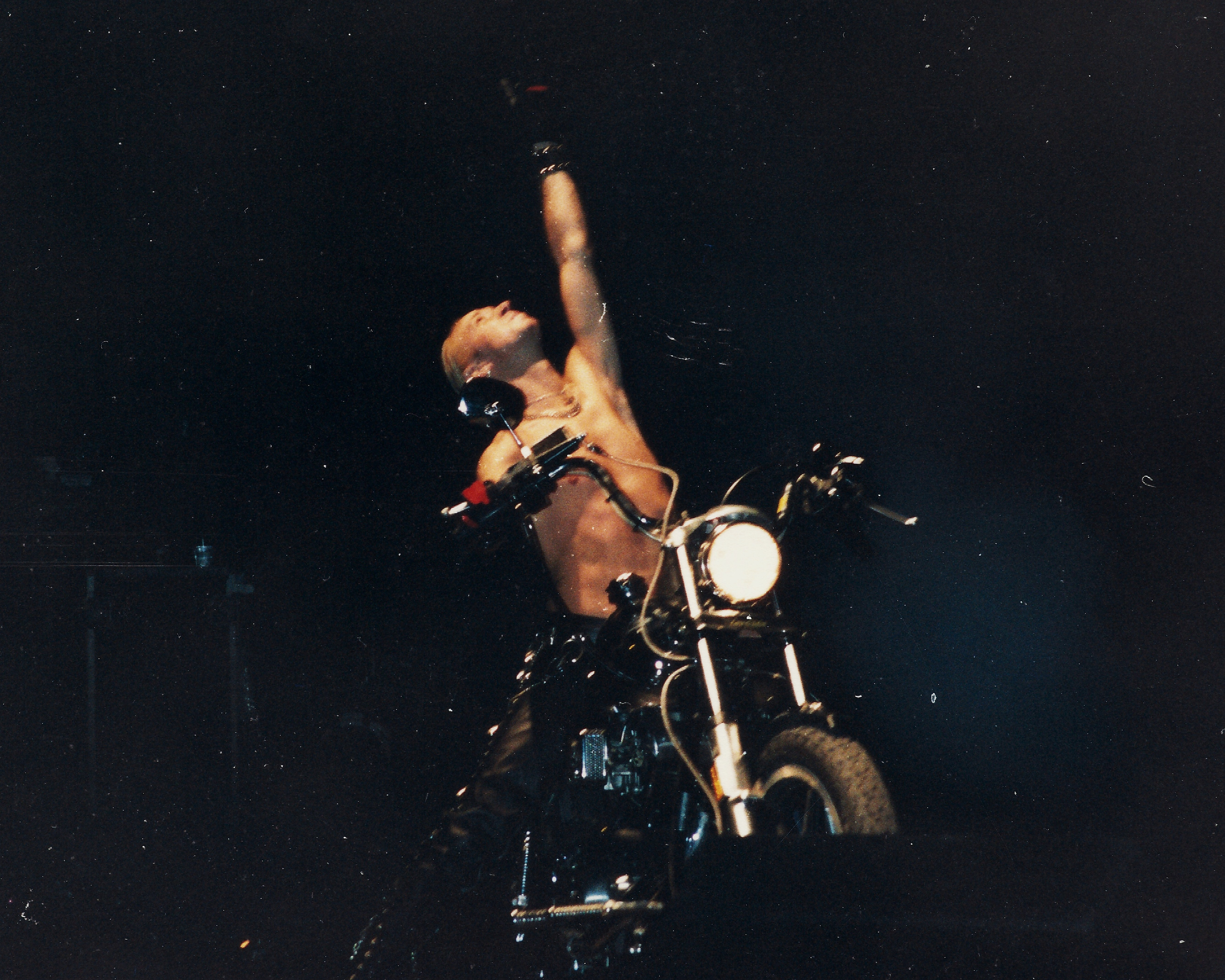
1988年，將哈雷機車騎上舞台的主唱羅柏

1988年5月17日，發行第十一張專輯《砸下去》，並展開金屬僱傭兵世界巡迴，共計演出了99個場次。原本《渦輪》是要以雙碟形式發行，一張是商業旋律風格、另一張是更重的原始重金屬，但唱片公司反對。樂團錄製了兩首新歌〈奔忙〉與〈回頭是岸〉，但由於決策問題最終沒有收錄。然而這張專輯收到較差的評價，被批評沒有創意、樂團在詞曲創作上已沒有過去的努力，並被認為猶大祭司的風光不再。鼓手戴夫在錄製時發生了健康問題，因此有一部分音軌是來自鼓聲音源機。1989年，因健康和家庭問題，戴夫退出樂團。隨後，一直想加入猶大祭司的美國樂手史考特·特拉維斯接受樂團面試，得到了正式鼓手位置。
1990年7月，猶大祭司的兩位樂迷詹姆斯·文斯和雷蒙德·貝納普自殺身亡，家長稱樂團第四張專輯《玷汙的階層》中的〈我們都比不上〉害他們的兒子自殺，因此樂團被告上美國法院，被迫延遲新專輯與歐洲巡迴計畫。猶大祭司被兩位樂迷的家長索賠620萬美元。8月24日，法官依照美國憲法第一修正案，裁定猶大祭司不需負責，庭審駁回訴訟。演員比爾·希克斯對此案件表示：「一個成功的樂團會想殺死自己的消費群嗎？這訴訟太荒謬了」。
1990年9月3日，發行第十二張專輯《痛苦終結者》，獲金唱片認證。這張專輯除了〈邪惡之觸〉，其他曲目都削弱了80年代風格的合成器。它獲得第33屆葛萊美獎提名「最佳金屬樂演奏獎」，但最終敗給金屬製品。專輯中，雙踏大鼓具有快速過門的特色、人聲也提高音域、雙吉他展現複雜的掃弦、即興重覆段比起以往更加猛烈快速。這張專輯成為猶大祭司的經典作品之一，在金屬百科上獲得93%的正面評價。不但改變了外界看法，也影響了鞭擊金屬、速度金屬與力量金屬的發展。
10月，展開宣傳《痛苦終結者》的世界巡演，替他們暖場的樂團包括了麥加帝斯、潘特拉、神碑和聖約。1991年1月23日，參加在巴西舉辦的里約搖滾音樂節，聚集約十萬人。
1991年8月，羅柏在多倫多的演出中受傷，他在舞台上騎著機車時，因被乾冰的煙霧掩藏，導致他沒看見鼓座後面的設備而猛力撞上。表演暫停數分鐘後，恢復知覺的羅柏繼續完成剩餘演出，最後才去醫院。貝斯手伊恩·希爾後來表示：「他一定很痛」。

### 主唱離團、樂團沉寂（1992 - 1996年）
1991年7月4日，主唱羅柏宣布將要離開猶大祭司，8月17日是他離開前最後的演出。9月，他組了自己的鞭擊金屬樂團「戰鬥」。他也針對唱片公司對樂團的限制而控告了Sony唱片。由於合約上載明的義務，羅柏到1992年5月才正式退出。失去主唱的猶大祭司立即陷入困境，除了1993年5月18日發行紀念20周年精選輯《1979至93年金屬作品》時，羅柏有回來樂團一小段時間外，樂團足足沉寂了四年，沒有任何活動和消息。
在1998年的採訪中，羅柏對MTV表明自己的同性戀傾向
「基於重金屬是講求男子氣概與英雄主義的音樂，為了做個稱職的主唱，我隱瞞了很久，這給我帶來極端的抑鬱和孤立感」。他也告訴《蒙特婁憲報》：「原本以為金屬樂迷會疏遠我。但我收到來自世界各地令人難以置信的寬容回應，很多人支持我出櫃。金屬樂迷都一樣，他們富有同情心和愛心，這讓我如釋重負，感覺好多了」。

### 新主唱加入（1996 - 2003年）
1996年，吉他手唐寧偶然從朋友那拿到一卷美國致敬樂團「不列顛鋼片」的表演錄影帶，他們在一個偏僻的鄉下演出，專門翻唱猶大祭司的作品，團名也是猶大祭司1980年的專輯名。唐寧發現主唱"開膛手"提姆·歐文斯的歌聲非常神似羅柏，於是邀請他到英國面試。提姆在成員面前唱完〈開膛手〉後，當場錄取。在加入猶大祭司之前，提姆只是俄亥俄州一個平凡的印表機推銷員，他在一夜之間進入自己憧憬的傳奇樂團、擔任主唱，紐約時報以「金屬頭成為金屬之神」作為標題大幅報導。
獲得新主唱的猶大祭司，在1997年10月28日發行第十三張專輯《獵頭者》，但評價褒貶不一。只給了兩顆星的Allmusic表示：「新主唱很有膽識，但這張專輯只是《痛苦終結者》的翻版，沒有創意，連唐寧和葛倫都變成男孩版的超級殺手。猶大祭司不放棄金屬的精神值得讚揚，但這張新作還是差強人意」。金屬網站「金屬重生」則有不同看法：「〈子彈列車〉似乎是〈痛苦終結者〉的衍生，快、重、咄咄逼人，令人難忘」。新專輯受到市場冷淡的反應，樂團檢討評估究竟哪裡出了問題，最終他們認為應該折衷，既要包含老樂迷喜歡的80年代作品，也要有些採樣器、工業風格的節奏。
2001年，提姆這段被視為「美國夢」成真的故事，被華納兄弟公司拍成好萊塢電影《搖滾巨星》。這部以提姆為原型改編的電影，由馬克·華伯格主演。原先片名叫《金屬之神》，並打算取得猶大祭司的授權合作。但樂團發現劇本沒有根據事實後回絕，華納兄弟公司更改劇本及片名。這部電影雖然讓許多觀眾認識了猶大祭司和金屬樂，但提姆表示「這是他們從我的故事編造出的東西。如果可以起訴，我會的」。吉他手葛倫也說：「我們拒絕這部電影用猶大祭司的名字，這不是我們樂團的故事，它也不是提姆的夢想」、「如果人們因為電影的故事情節而誤解猶大祭司，那我們將會訴諸法律行動」。
2001年7月16日，發行第十四張專輯《崩壞》，收到的評價和《獵頭者》大同小異，且銷量下滑。Allmusic表示：「這是張有趣的專輯，聽的時候會覺得："這樂團好像猶大祭司"。雖然這是非常棒的專輯，但它配不上猶大祭司的歷史地位和名聲。他們已經是另一支樂團了，應該改個團名才對」。

### 前主唱回歸、搖滾榮耀（2003 - 2006年）

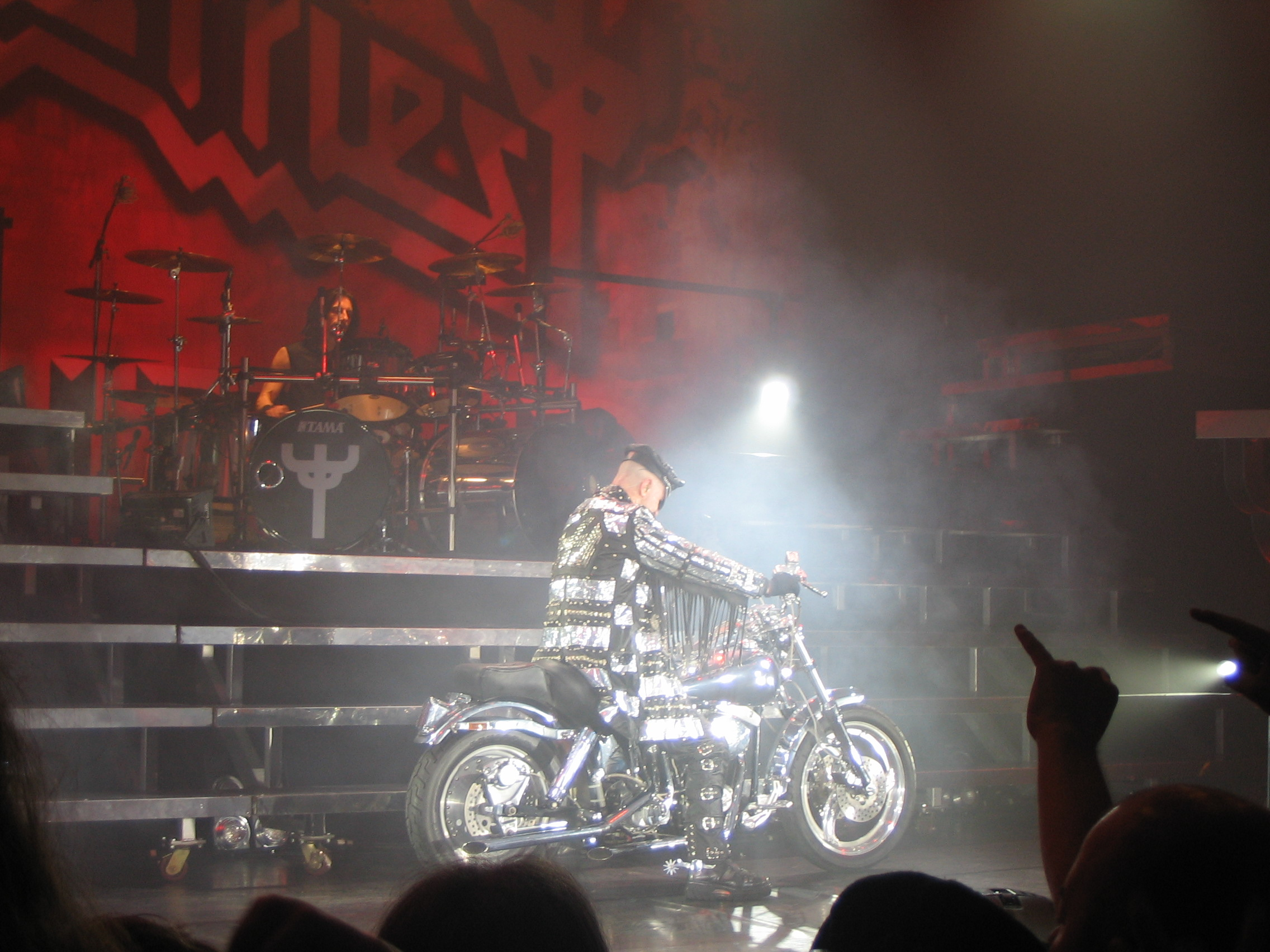
2005年的猶大祭司

2002年開始，流傳著羅柏將會回到猶大祭司的消息。經過十一年的分開，2003年7月，猶大祭司和羅柏·哈爾福德宣布重聚。而提姆則和樂團友好的分開，他隨後加入「冰凍大地」擔任主唱。
2004年5月11日，發行典藏套裝盒組《金屬秘笈》。恢復原陣容的猶大祭司也展開了懲戒世界巡演，並參加了奧茲音樂節，幾乎所有美國媒體都報導了猶大祭司與羅柏的回歸。
2005年3月1日，發行第十五張專輯《懲戒天使》，登上告示牌200大專輯榜第17名，是他們在美國前三高的名次。這張專輯被認為是樂團的成功回歸，他們照慣例展開全球宣傳巡演，Allmusic表示：「毫無疑問，金屬之神回來了」。
2006年5月25日，猶大祭司進入VH1頻道「搖滾榮耀」行列。6月，懲戒世界巡演後，主唱羅柏宣布成立自己的唱片公司金屬之神娛樂，以保護自己的版權，並希望扶助更多新的金屬樂團。

### 專輯《諾斯特拉達姆士》、獲葛萊美獎（2008 - 2010年）

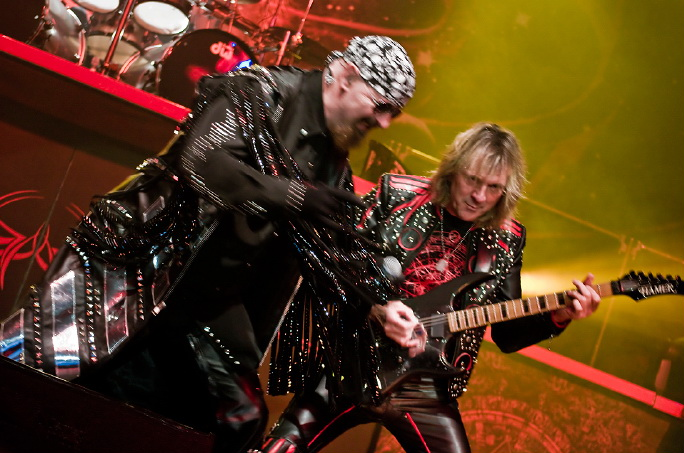
2009年的猶大祭司

2008年6月17日，發行第十六張專輯《諾斯特拉達姆士》，樂團同時展開2008/2009世界巡迴，共計演出了143個場次。這是他們第一張概念專輯，靈感來自於十六世紀的法國預言家諾斯特拉達姆士。樂團在錄製時加入交響樂器，包括鍵盤和合唱團，這是他們完全不同於以往的嘗試。音樂網站「音樂衛星」表示：「《諾斯特拉達姆士》剔除了速度金屬和硬式搖滾，取而代之的是交響金屬。顯而易見，他們在一個陌生的風格裡奮鬥著」。金屬網站「金屬重生」則表示：「儘管《諾斯特拉達姆士》是一張很正經的好專輯，但肯定不會是猶大祭司的經典佳作，它是偉大金屬樂團的冒險和實驗產品」。主唱羅柏表示：「我們有些樂迷只想聽《痛苦終結者》《痛苦終結者》和《痛苦終結者》。當然，這很正常，不過如果想聽《痛苦終結者》你大可放CD來聽。我認為，一個樂團就應該讓他們去做想做的音樂。我們做的音樂，有些人立刻就有共鳴，有些則需要花一些時間」。
2009年2月初，猶大祭司加入各大樂團聯名反對票券高價轉售（黃牛票）的行列，他們譴責這種不當行為，並呼籲樂迷只透過官方的管道來購買門票。同月，樂團在英國、愛爾蘭、瑞典、葡萄牙、義大利、法國舉行歐洲巡演。6月至8月，完成北美巡演。2009年7月14日，發行第五張現場專輯《現場：邪惡之觸》，其中收錄的現場曲〈黨同伐異〉獲第52屆葛萊美獎「最佳金屬樂演奏獎」，此前曾經歷四次葛萊美奬提名都未能獲獎。主唱羅柏表示：「獲獎的霎那，一切似乎都變了。你成為葛萊美俱樂部的一員，真是妙不可言。"葛萊美獎...猶大祭司"，這是世上最好的事情之一」。

### 吉他手唐寧退休、墓誌銘世界巡演（2010 - 2011年）

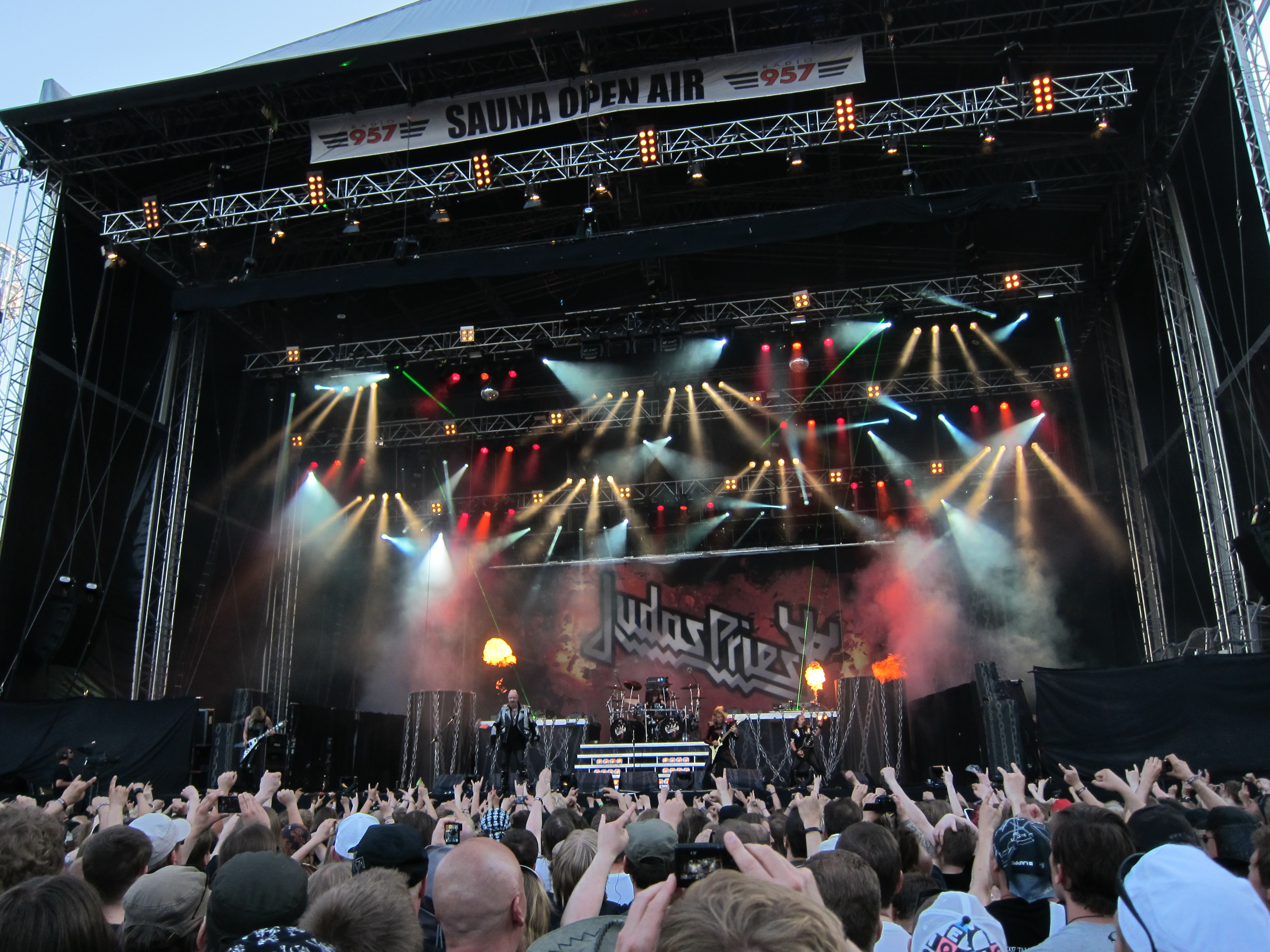
2011年的猶大祭司

2010年12月7日，猶大祭司宣布將舉行告別巡演「墓誌銘世界巡迴」，巡演從2011年6月7日開始，結束於2012年5月26日。在2011年1月接受採訪時，主唱羅柏針對樂團即將退休表示：
「我認為現在是時候了，你懂的。我們不是第一支說要告別的樂團，這只是人生旅程必經的路。明年初我們還會公布一些消息，所以，我們最主要是想請大家考慮一下，不要再難過了啦。開始慶祝吧！為我們大家、為猶大祭司幹過的豐功偉業而開心吧！」
2011年1月27日，樂團宣布已經在進行創作，並聲明對未來的計劃：「這絕不是樂團的終點。事實上，我們目前正在編寫新的曲子，但我們打算這是最後一次大規模世界巡演」。5月26日在洛杉磯的新聞發布會上，吉他手葛倫談到新的創作方向：「是個大雜燴，在某種程度上，這次的專輯有更多的感悟。我想，這也是我們的告別專輯，雖然它可能不會是我們的最後一個作品。為了向我們的樂迷們致意，裡面有一些金屬國歌」。

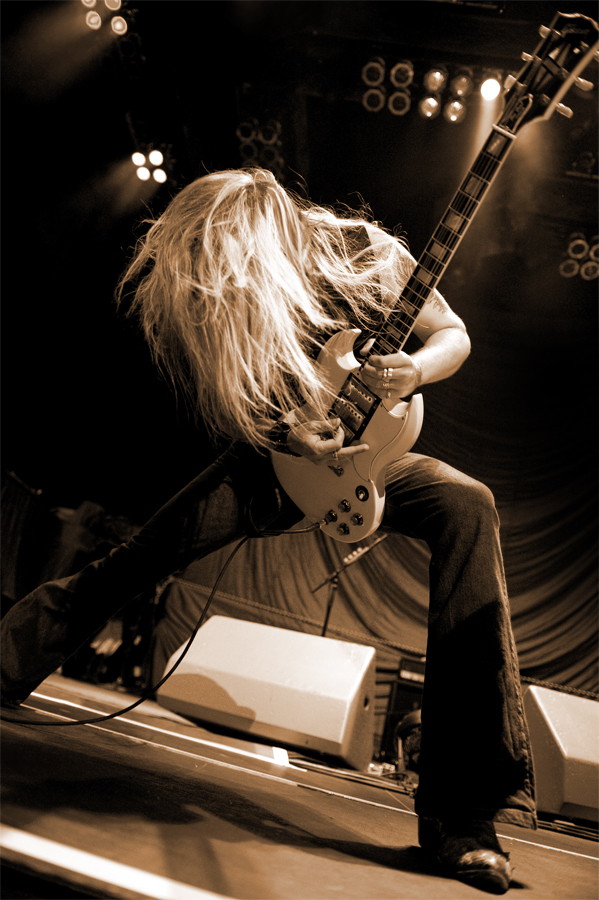
新任吉他手李奇·福克納

4月20日，猶大祭司透過新聞稿以及線上音樂刊物發表官方聲明：
「猶大祭司遺憾的宣布 - 吉他手K·K·唐寧已經從樂團正式退休了，他將不會參加墓誌銘世界巡迴演唱會。樂團尊重他的決定，也希望他一切順利。其餘成員們一致認為，不論有多漫長而艱難，都應該繼續前進，不會讓世界各地的樂迷失望。由現年31歲 - 令人尊敬的吉他手李奇·福克納（他曾與鐵娘子貝斯手史提夫·哈里斯的女兒蘿倫·哈里斯組團）接替即將開始的墓誌銘世界巡迴。他已完美融入樂團，李奇是一位偉大的天才，即時搶救了我們失火的舞台！墓誌銘巡迴的曲目將會涵蓋歷年所有的猶大祭司專輯，包括一些從未登台的經典老歌！由於樂團預計明年發行新專輯，金屬之神將再次巡視這顆星球，金屬樂、燈光、雷射光、機車和地獄之火已萬事齊備，這場秀不容錯過！」
5月10日，主唱羅柏接受採訪時表示：「唐寧永遠無法被取代，他是獨一無二的，我們不需要任何山寨版的唐寧」。他也表達了對新任吉他手李奇的看法：「人們都在說，李奇是唐寧的年輕版複製人，看起來好像有唐寧的DNA，我認為這只是外表上的巧合。我們不可能說"喂，找個像唐寧的吉他手來替補吧"，這太蠢了，我們要的是一個優秀的金屬吉他手，而李奇正是我們要找的人。能贏得這個位置是由於他的技術，而不是外表」。
5月25日，樂團在《美國偶像第十季》中壓軸演出了〈夜生活〉和〈打破法律〉，這是替換吉他手後的首次演出
。6月7日，樂團展開墓誌銘全球巡迴，首站為荷蘭，終站回到故鄉英國，共計演出了120個場次。10月18日，發行典藏套裝盒組《單曲精選》，收錄1977年至1992年的51首單曲。

### 專輯《靈魂救贖》（2011 - 2016年）

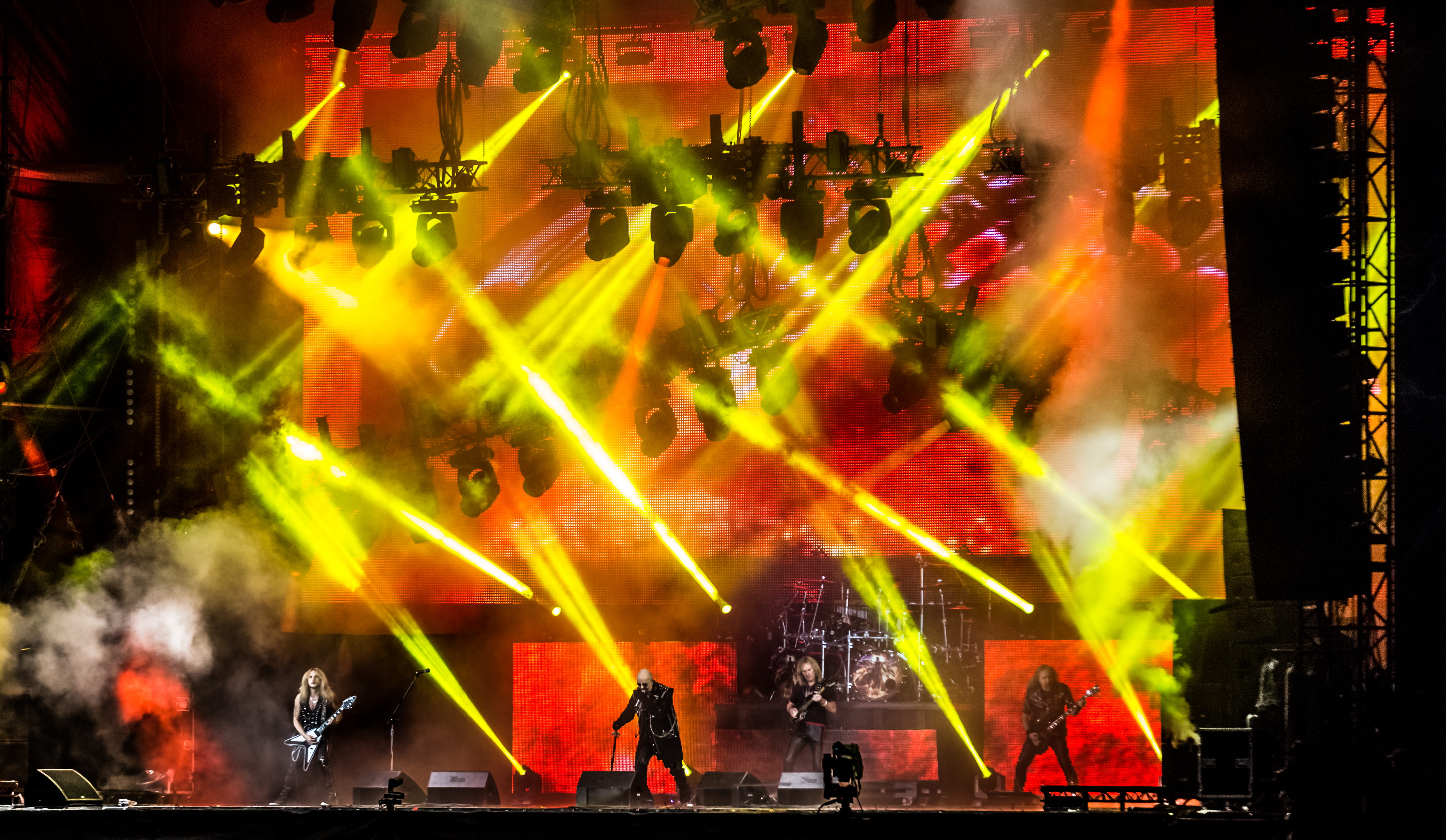
2015年的猶大祭司

2011年8月，在《告示牌》雜誌的採訪中，主唱羅柏表示：「我和葛倫大約有12到14首的歌曲雛型了，其中4首準備要錄製及混音。好消息是，明年猶大祭司的新專輯將會問世」。然而，一年後仍未發行新專輯。在2012年8月，《告示牌》雜誌又採訪了羅柏，他說：「直覺告訴我，明年我們將會看到成品，但我們不想承諾確切時間。我的態度就是"當它準備好的時候才能發表"。我不認為我們會懈怠，也不打算因為大家想聽、就一鼓作氣把它丟出來。為了關注和照顧所有的歌曲，我們做了很多工作。看著所有的一切，然後辛勤挑出最好的聲音，這是非常令人激動的」。
2013年6月5，主唱羅柏證實，墓誌銘世界巡迴不會是樂團最後一次的巡迴：「我們的齒輪又轉動了，特別是因為李奇的加入，我們突然意識到，現在有更多的機會」。12月22日，樂團的官方網站宣布，2014年的某一天將會推出最新專輯。
2014年1月5日，猶大祭司被畫進動畫情景喜劇《辛普森家庭》，〈打破法律〉也在節目中播放，他們的音樂被誤植為死亡金屬。為此製片方又特別做了霸子·辛普森向猶大祭司道歉的影片。
3月17日，在洛杉磯舉行的第三屆羅尼·詹姆斯·迪歐大獎的頒獎典體上，主唱羅柏除了談論他已故的朋友羅尼·詹姆斯·迪歐，也宣布新專輯已經完成。4月28日，樂團官方網站上傳了名為〈靈魂救贖〉的新單曲音軌。
7月8日，發行第十七張專輯《靈魂救贖》，登上告示牌200大專輯榜第1名，是他們成立以來在美國最高的名次。另外在捷克與芬蘭也登上第1名。新作品得到廣泛好評，被譽為是一張經典的猶大祭司專輯。About.com表示：「這張專輯有很多驚人的吉他獨奏，新的吉他手李奇似乎激勵了樂團，他的詞曲創作非常契合這支傳奇老牌樂團，猶大祭司像換了血一樣充滿活力。當然還有'金屬之神'羅柏·哈爾福德，年過六旬的他仍然能在關鍵時飆出高音」。AllMusic也表示：「這是猶大祭司最明智、最自信也最冠冕堂皇的新時代專輯，它能夠與《命運之翼》和《不列顛鋼片》一同高居在上。毫無疑問，它夠格與那個時代的專輯並列」。金屬網站「金屬重生」則表示：「強悍的雙吉他陣線依舊，唐寧可以被取代嗎？不能，但是李奇做得很好。幾十年來，他們在金屬風格內探索過、改變過方向，有時成功、有時付出巨大代價。然而，猶大祭司最擅長的就是直球對決，總是帶頭衝破舊有的重金屬，也正是這張專輯傳遞的精神」。
2014年10月1日至2015年12月17日，樂團展開靈魂救贖巡迴，在全球五大洲共計演出了129個場次。摩托頭、威豹、龍族悍將、撒克遜等知名樂團都擔任了他們的暖場團。
2015年11月，吉他手李奇接受Reverb.com採訪時表示，樂團將在2016年展開新專輯的製作。2016年4月，美國搖滾樂雜誌《Loudwire》披露了羅柏、葛倫和李奇回到錄音室工作的照片。

## 特色

### 音樂風格和影響力
猶大祭司開創的雙吉他攻擊，具有快速節奏，和非藍調、更乾淨的金屬樂聲，以及複雜編曲、快速過門與高音域的尖吼歌聲，對後來的歷史有重大影響。作家伊恩·克里斯蒂在他的書《野獸之聲：重金屬完全甩頭史》裡面寫道：
「黑色安息日的觀眾，領略了影響深遠的聲音。到了70年代中期，瘦李奇帶來陰沉貝斯和複雜的雙吉他、埃利斯·庫珀的舞台藝術、皇后樂團的炙熱吉他和艷麗歌聲、以及打響中世紀題材的彩虹...。直到猶大祭司的出現，才從硬搖滾各種不同的亮點中，簡化並統一了金屬樂音調。這是第一次，重金屬成為一個真正屬於它自身的流派」
其音樂風格根植於重金屬，也透過不同專輯展現過各種元素，成為往後各式重金屬流派的衍生源頭。首張專輯《搖滾蘿拉》偏重藍調搖滾與硬式搖滾，同時也具有沉重即興重覆段的特徵，是毀滅金屬的衍生源頭之一。第二張專輯《命運之翼》偏重前衛搖滾，開始呈現精湛的詞曲創作、歌劇式唱腔、古典色彩的雙吉他協奏與尖囂的獨奏，另外，也嘗試了迷幻元素、鍵盤音色與快速變拍。是速度金屬、力量金屬、交響金屬與前衛金屬的衍生源頭之一，也是現代重金屬成熟的開端。第三張專輯《罪後罪》削弱前衛搖滾的風格，開始使用雙踏大鼓打擊十六分音符低音節奏，與吉他的十六分音符低音節奏相結合，加強節奏感和侵略感，對金屬樂有決定性的重大影響，特別是對鞭擊金屬的影響力。
經過成員不斷的試驗調校，第四張專輯《玷汙的階層》開始脫離傳統，緊湊的即興重覆段、密集化的鼓點、音色更清晰的貝斯，大幅稀釋了藍調搖滾的味道，完全成為重金屬音樂。是速度金屬和鞭擊金屬的衍生源頭之一，也表露了英國重金屬新浪潮運動的早期跡象，被《金屬之鎚》雜誌列為「史上最具影響力的金屬樂專輯」。第五張專輯《殺戮機器》成為英國重金屬新浪潮的典範之一，藍調元素消失，更前衛的快速點弦、同步的貝斯與大鼓低音、加快速度的節奏，繼續擴張侵略性。第六張專輯《不列顛鋼片》有重大突破，將金屬樂再度精進，速度、層次與感染力都明顯提升，以他們的方式統合金屬樂的音調，超越當時所有樂團的專輯，是現代重金屬音樂最主要的衍生源頭之一。
第七張專輯《切入點》強化上一張的風格，將重金屬變得更響亮，提高張力。第八張專輯《尖叫復仇》平衡了旋律風格和重型節奏。第九張專輯《信仰捍衛者》開始展現更激烈的速度、更強悍瘋狂的即興重覆段和更高亢的唱腔，而且不失旋律性。是力量金屬的衍生源頭之一。第十張專輯《渦輪》開始了實驗性質，嘗試使用吉他合成器，使重金屬變得華麗，是前衛金屬的衍生源頭之一。第十一張專輯《砸下去》拋棄合成的吉他聲，回到快節奏的速度、鞭擊金屬風格。第十二張專輯《痛苦終結者》在傳統和極端形成完美交叉，暴力的雙主奏吉他攻擊、驚人的尖叫唱腔與非常戲劇性的氛圍，持續助長速度金屬的狂潮。第十四張專輯《崩壞》則含有新金屬和工業金屬的元素。

#### 開創性

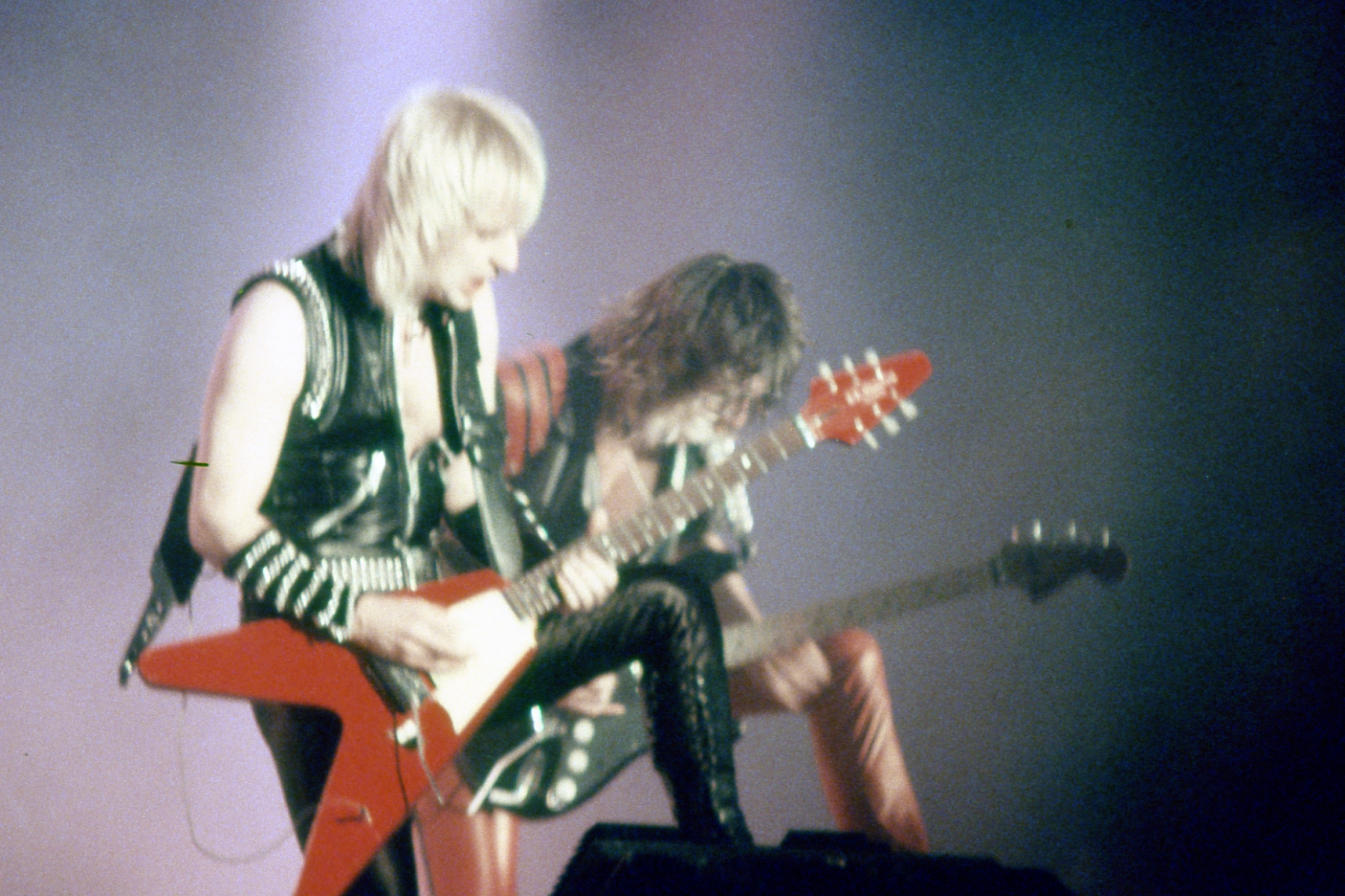
K·K·唐寧和葛倫·蒂普頓是非常著名的雙吉他組合

金屬媒體網站「金屬叛逆者」表示：「黑色安息日創造了重金屬，但將它完善的是猶大祭司」。他們是現今所有重金屬音樂的根源，該類型音樂圈的音樂人們也一再表示，猶大祭司是第一個真正的重金屬音樂。炭疽吉他手伊恩·斯科特說：「若沒有猶大祭司，就沒有今天的重金屬」。超級殺手吉他手凱瑞·金說：「感謝猶大祭司，否則我今天沒機會玩這樣的音樂」。邪神大敵吉他手麥可·阿莫特也說：「對我來說，真正的重金屬是猶大祭司。因為他們除了金屬樂，沒有加任何其他東西。他們就是純度100％的重金屬。而像金屬製品那樣的樂團，已經沒有那麼金屬了」。
他們所奠定的基礎，對許多金屬樂手產生巨大影響，橫跨三個世代。從80年代初的英國重金屬新浪潮、速度金屬，80年代末的鞭擊金屬、力量金屬，到90年代初的死亡金屬等等。在聲音技術上，他們融合黑色安息日的沉重、深紫的技巧，加上些微的齊柏林飛船和他們自己獨特的音樂風格，成為重金屬的祖先。在他們身後，逐漸發展出各大金屬流派。在1970年代末，很多硬式搖滾樂團就開始學習他們的元素，包括很多搖滾樂團也轉型為重金屬樂團。
此外，兩位吉他手也具有開創性意義。葛倫曾透露，他複雜獨奏的靈感是來自古典音樂和吉米·罕醉克斯，並不斷納入新的技術，風格靈活，經常展現高度精準和侵略感的演奏，而唐寧傾向更原始、更粗麻、更強調速度的激情演奏。他們頻頻相互較勁、試圖超越對方的吉他獨奏，在當時是獨一無二的，兩人都是「雙吉他對決」概念的先行者。在音樂中，這種手法能推升戲劇性張力，且能高度壓迫、刺激感官，使聽者難以喘息或情緒高漲，一直是重金屬音樂常被應用的典範。

#### 地位
1999年、2002年與2008年，許多知名金屬樂團合作發行了三張《向猶大祭司致敬》合輯，這些樂團包括萬聖節、伽瑪射線、摩托頭等，顯示其對金屬樂的影響舉足輕重。另外，有許多頂尖的樂團在成立之初，就是從翻唱猶大祭司開始的，例如鞭擊金屬四巨頭中的超級殺手。猶大祭司在重金屬樂團中擁有極高的知名度、地位、典範和影響力。主唱羅柏·哈爾福德並贏得「金屬之神」的稱號。2013年，獲MTV評選為「史上最偉大的金屬樂團」第二名，僅次於黑色安息日。

### 現場表演和影響力
在人聲上，可以橫跨五個八度音的主唱羅柏，其高亢、尖亮、乾烈的歌聲，與眾不同且辨識度極高，他的特色影響了力量金屬與黑腔的發展。他曾透露受到小理察、貓王、珍妮絲·賈普林和勞勃·普蘭特的影響，他們在專輯中的示範，讓他學會將自己的演唱能力推向極限。羅柏開創了具有驚人力量的歌唱技巧，與羅尼·詹姆斯·迪歐和布魯斯·迪金森都是歌劇式唱腔的先驅，他們的技巧後來被力量金屬主唱與許多搖滾歌手採用。他常遊走於低音咆哮、顫音、假音到刺耳的高聲尖叫之間，並且毫不費力的轉換腔調。羅柏也提到自己是皇后樂團的超級歌迷，其主唱佛萊迪·墨裘瑞是他的英雄。

#### 服飾

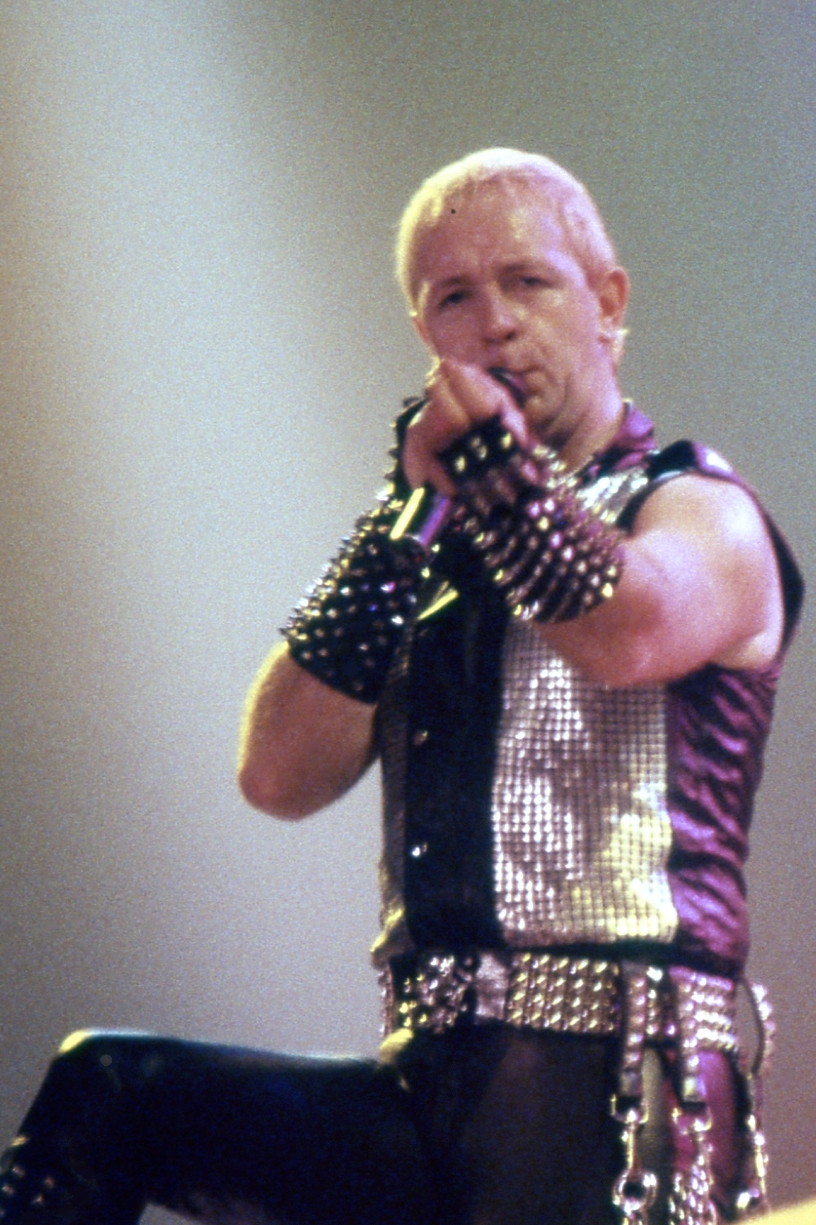
黑色皮革與金屬鉚釘是羅柏的招牌形象

除了聲音，猶大祭司顯著的視覺風格也革新、並定義了重金屬時尚。在1978年之前，金屬樂團幾乎都穿嬉皮風格的服飾，例如鮮豔襯衫、毛衣和高腰喇叭褲等。當猶大祭司發行第五張專輯《殺戮機器》時，他們開始穿起完全不同的服飾：打上金屬鉚釘的皮衣、皮褲、皮手套、手環、腰帶、護腿、皮靴和鎖鏈，就連吉他背帶也打上滿滿的鉚釘。因銜接上講究陽剛氣息的英國重金屬新浪潮，這種全黑的皮革／金屬裝扮成為展現男子氣概的典範，也是重金屬音樂最根深蒂固的象徵。
首先將哈雷機車騎上舞台的主唱羅柏，引入重機騎士的硬派風格。他也時常戴上警帽和墨鏡、手持皮鞭、在腰際掛著手銬，將S&M風格引入重金屬音樂。很快的，其他樂團紛紛效仿猶大祭司的穿著，例如鐵娘子第三任主唱保羅·迪安諾，他也開始穿上皮夾克和鉚釘手環。這在80年代初引發了一場金屬樂復興，猶大祭司的音樂與形象都一躍成名。英國重金屬新浪潮、死亡金屬、鞭擊金屬與挪威早期的黑金屬，都開始借鑒羅柏的服裝風格。
2009年，羅柏在採訪中說起這段緣故：「這是出於我們的試驗。我記得在寫〈末路狂飆〉這首歌的時候，腦海中整個形象就出來了，我們想把機車騎上舞台。照理講，如果我要騎重機演唱，就該穿件重機外套才合適。當時我們正在發展更響亮、躁進和侵略性的音樂，但是外表還沒有到位。我上台前都會看著鏡中的自己，於是拿起夾克和背心，把能找到的鉚釘全用上了。最後，我們看來起終於像自己做的音樂了。很快的，樂迷也選擇穿這種服裝，成為它代表的形象。一路走來就是這麼奇妙」。

## 成員

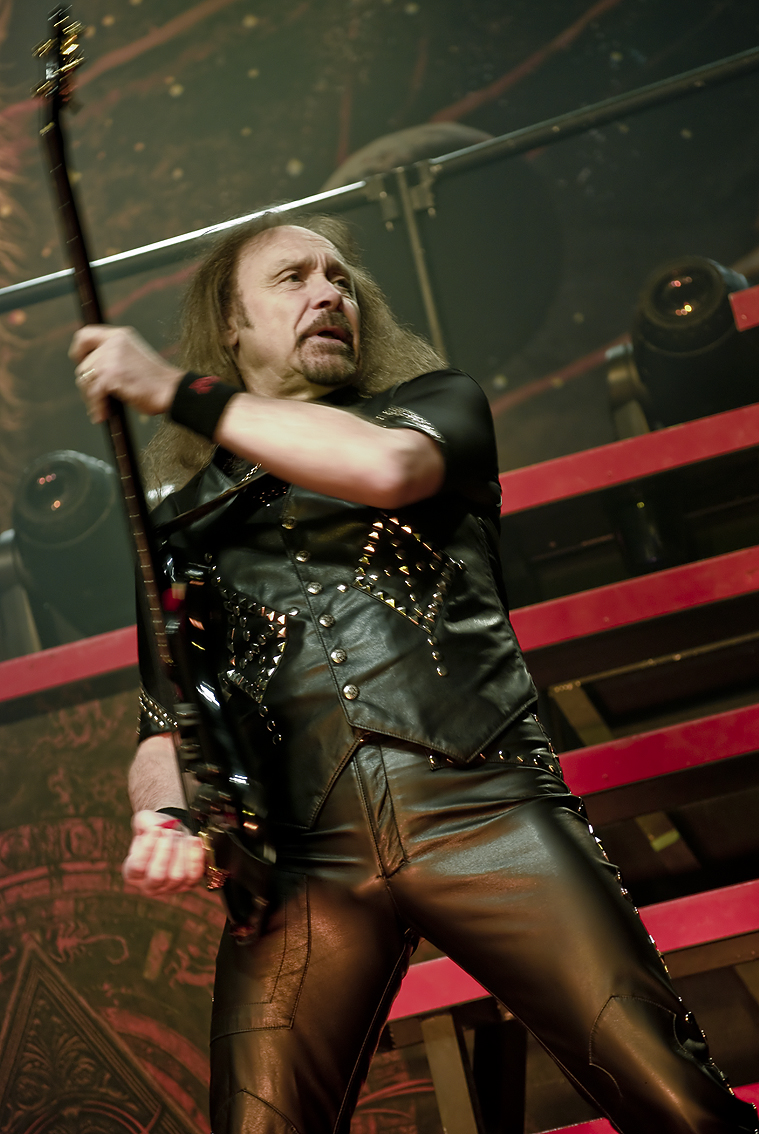
伊恩·希爾
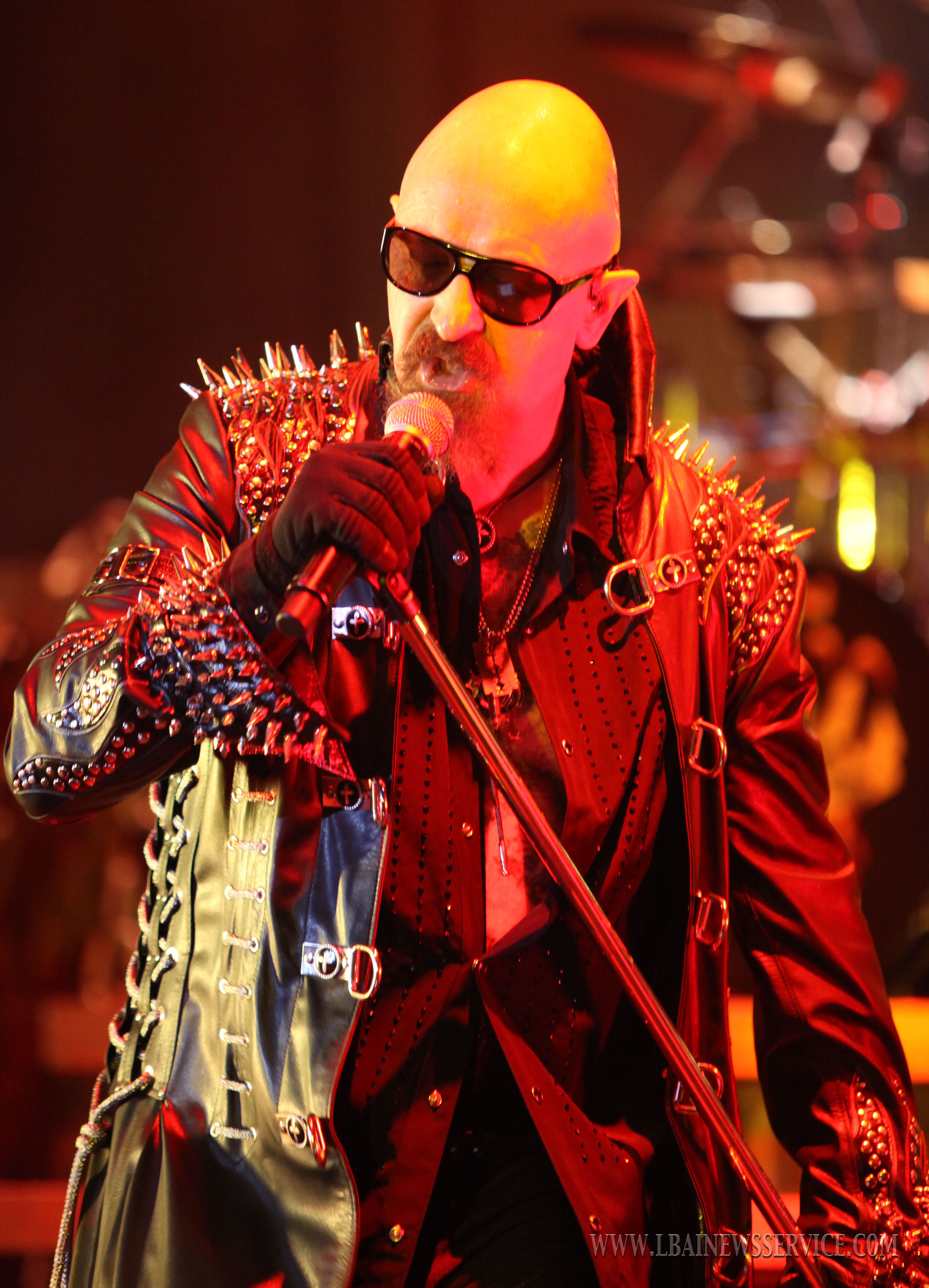
羅柏·哈爾福德
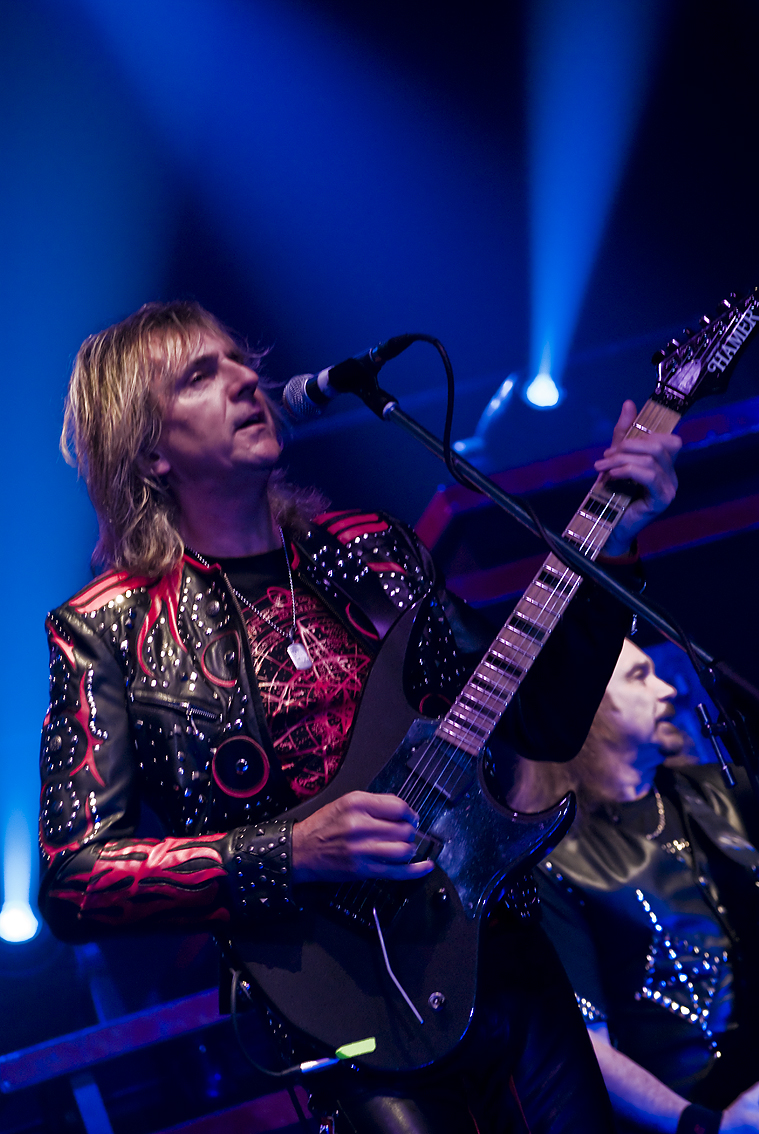
葛倫·蒂普頓
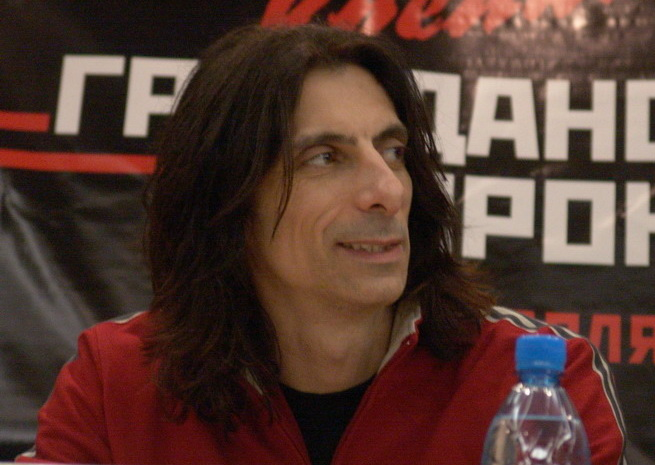
史考特·特拉維斯
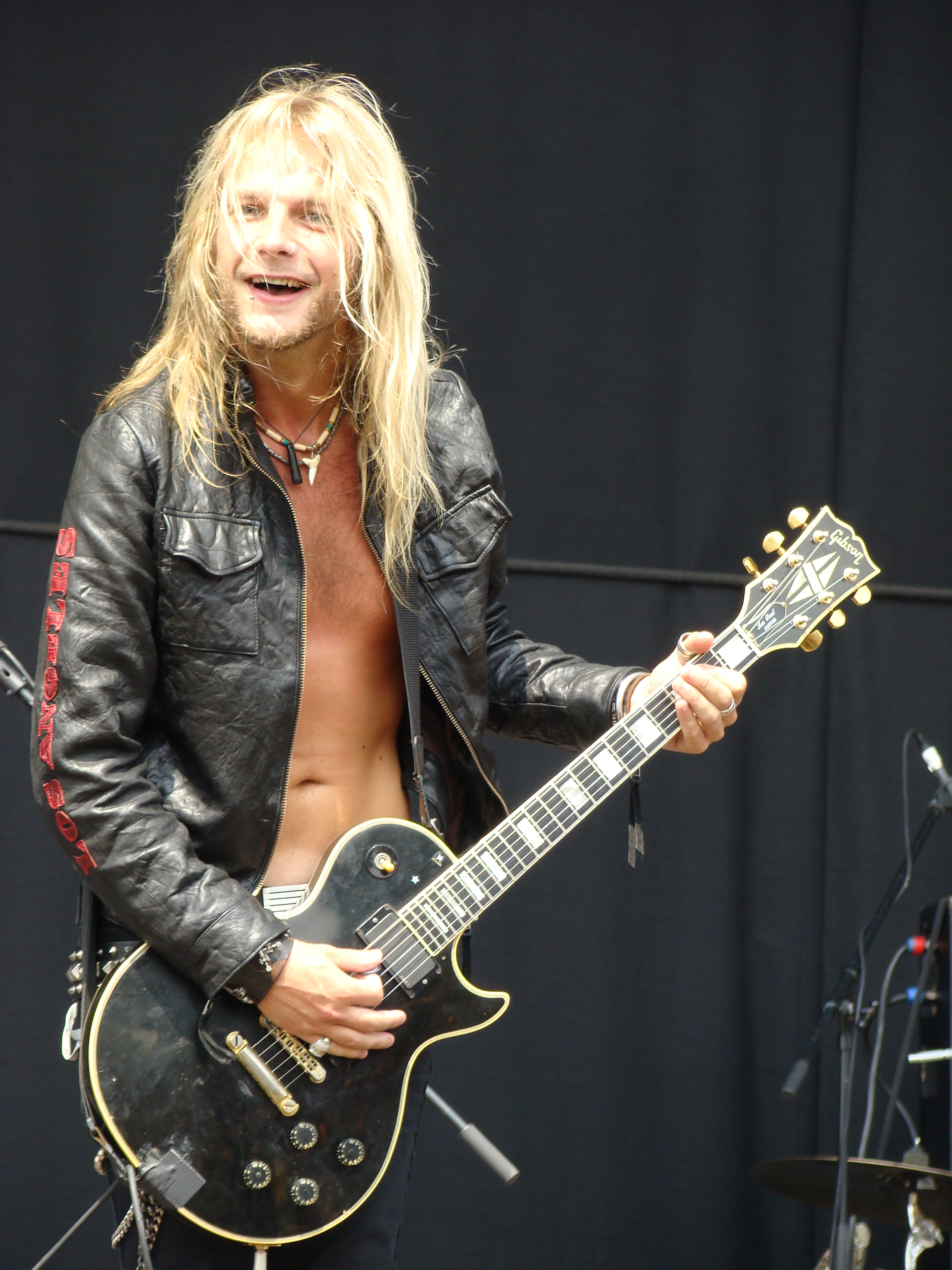
李奇·福克納

| - 伊恩·希爾 – 貝斯手、和聲（1969年至今） - 羅柏·哈爾福德 – 主唱（1973 - 1992年，2003年至今） - 葛倫·蒂普頓 – 吉他手、合成器、鋼琴、和聲（1974年至今） - 史考特·特拉維斯 – 鼓手（1989年至今） - 李奇·福克納 – 吉他手、和聲（2014年至今） | - 亞倫·阿特金斯 – 主唱（1969 - 1973年） - K·K·唐寧 – 吉他手、合成器、和聲（1969 - 2011年） - 約翰·艾利斯 – 鼓手（1969 - 1971年） - 艾倫·摩爾 – 鼓手（1971年，1975 - 1976年） - 克里斯·坎貝爾 – 鼓手（1971 - 1973年） - 約翰·辛區 – 鼓手（1973 - 1975年） - 萊斯·賓克斯 – 鼓手（1977 - 1979年） - 戴夫·霍蘭德 – 鼓手、和聲（1979 - 1989年） - "開膛手"提姆·歐文斯 – 主唱（1996 - 2003年） |

| 錄音室樂手 - 西門·菲利浦 – 鼓手（1977年） - 唐·艾瑞 – 鍵盤手、合成器（1990年，2001年，2005年，2008年） | 第一批成員 - 亞倫·阿特金斯 – 主唱（1969 - 1973年） - 約翰·佩里 – 吉他手（1969年） - 厄尼·查塔威 – 吉他手（1969年） - 布魯諾·史提芬希爾 – 貝斯手（1969 - 1970年） - 約翰·帕特里奇 – 鼓手（1969 - 1970年） |

## 音樂作品
| 錄音室專輯 - 搖滾蘿拉（1974年9月6日） - 命運之翼（1976年3月23日） - 罪後罪（1977年4月8日） - 玷汙的階層（1978年2月10日） - 殺戮機器（1978年10月9日） - 不列顛鋼片（1980年4月14日） - 切入點（1981年2月26日） - 尖叫復仇（1982年7月17日） - 信仰捍衛者（1984年1月4日） - 渦輪（1986年4月14日） - 砸下去（1988年5月17日） - 痛苦終結者（1990年9月3日） - 獵頭者（1997年10月16日） - 崩壞（2001年7月16日） - 懲戒天使（2005年3月1日） - 諾斯特拉達姆士（2008年6月17日） - 靈魂救贖（2014年7月8日） - 火力全開（2018年3月9日） - 坚不可摧的盾牌（2024年3月6日） | 現場專輯 - 在東方解放（1979年9月17日） - 祭司...現場！（1987年6月21日） - 1998崩潰現場（1998年9月29日） - 倫敦現場（2003年4月8日） - 現場：邪惡之觸（2009年7月14日） - 戰吼（2016年3月25日） 精選專輯 - 1979至93年金屬作品（1993年5月18日） - 猶大祭司精選：夜生活（1997年2月3日） - 猶大祭司必收精選（2006年4月11日） - 精挑細選（2011年10月11日） 精選套裝盒組 - 金屬秘笈（2004年5月11日） - 單曲精選（2011年8月22日） - 錄音室專輯大全集（2012年6月12日） |

| 影像作品 - 猶大祭司現場（1983年） - 生命之源（1986年） - 祭司...現場！（1987年6月21日） - 1979至93年金屬作品（1993年5月25日） - 倫敦現場（2002年7月23日） - 電眼（2003年11月24日） - 東山再起（2005年11月8日） - 1982復仇現場（2006年4月11日） - 墓誌銘（2013年5月27日） - 戰吼（2016年3月25日） | 單曲 - 搖滾蘿拉（1974年） - 開膛手（1976年） - 鑽石與鐵鏽（1975年） - 我們都比不上（1978年） - 進軍世界（1979年） - 黃昏之星（1979年） - 永遠搖滾（1979年） - 夜生活（1980年） - 打破法律（1980年） - 聯盟（1980年） - 別走（1981年） - 踏上旅程（1981年） - 火熱搖滾（1981年） - 你料不到（1982年） - 戴上這些鎖鏈（1982年） - 電眼（1982年） | - 風火輪（1983年） - 愛的刺痛（1984年） - 有些人該甩甩頭了（1984年） - 渦輪情人（1986年） - 鎖定（1986年） - 家長陪同（1987年） - 約翰尼·B·古德（1988年） - 砸下去（1988年） - 我是搖滾客（1988年） - 痛苦終結者（1990年） - 邪惡之觸（1991年） - 夢遊者（1992年） - 下地獄（1997年） - 機械員（2001年） - 革命（2005年） - 戰爭（2008年） - 靈魂救贖（2014年） |

## 重要獎項
- 2007年 - Kerrang!音樂獎名人堂
- 2010年 - 葛萊美獎最佳金屬樂演奏
- 2015年 - Kerrang!音樂獎獨立精神獎

## 外部連結
- 猶大祭司官方網站 （页面存档备份，存于）
- YouTube上的猶大祭司官方頻道頻道
- 猶大祭司Facebook官方粉絲專頁 （页面存档备份，存于）
- 金屬百科上的猶大祭司網頁 （页面存档备份，存于）